# 인천계산초등학교
인천계산초등학교는 대한민국 인천광역시 계양구 계산동에 있는 공립 초등학교이다.

## 학교 연혁
- 1985년 12월 26일 인천계산초등학교 설립인가
- 1987년 3월 6일 인천계산초등학교 개교(14학급 편성)
- 1987년 3월 6일 초대 이득우 교장 부임
- 1997년 8월 7일 급식소 준공 및 교실 4실 마무리 공사
- 1997년 11월 26일 시축 12개 교실 증축
- 2005년 3월 1일 인천해서초등학교 분리 및 남자 양궁부 창단
- 2006년 11월 22일 전자도서관 개관식 및 학습결과물 전시회
- 2007년 8월 31일 천정형 냉난방기 설치 및 천정 텍스 공자 준공
- 2007년 9월 15일 과학실험실 조성 현대화 사업 완료
- 2008년 2월 19일 제18회 졸업식 203명(누계 6,562명)
- 2008년 3월 1일 33학급 편성 (일반: 31학급, 특수: 2학급)
- 2009년 3월 1일 31학급 편성 (일반: 29학급, 특수: 2학급)
- 2010년 3월 1일 28학급 편성 (일반: 26학급, 특수: 2학급)
- 2011년 3월 1일 25학급 편성 (일반: 23학급, 특수: 2학급)
- 2012년 3월 1일 제11대 김경환 교장 취임
- 2012년 3월 1일 23학급 편성(특수2학급)
- 2013년 2월 15일 제23회 졸업식
- 2013년 3월 1일 22학급 편성(일반: 20학급, 특수: 2학급)
- 2013년 3월 2일 배움터 지킴이실 설치
- 2013년 10월 7일 나래꿈터 개관(신관 3층 리모델링)
- 2013년 11월 20일 제1회 계산꿈나무축제
- 2014년 2월 14일 제24회 졸업식
- 2014년 3월 1일 21학급 편성(일반: 19학급, 특수: 2학급)
- 2015년 10월 20일 숲교실 개관식
- 2016년 2월 5일 제26회 졸업식
- 2016년 3월 1일 18학급편성(일반 17학급, 특수 1학급)
- 2016년 3월 1일 제12대 이지훈 교장 취임
- 2016년 3월 2일 2016학년도 입학식(남 22명, 여 19명, 계 41명)
- 2016년 9월 30일 계산 한마음 체육대회
- 2016년 12월 20일 실외 양궁장 개관
- 2017년 2월 10일 제27회 졸업(70명 누계: 7,623명)
- 2017년 3월 1일 17학급 편성(일반 16학급, 특수 1학급)

## 참고 자료
- 인천계산초등학교 - 한국교육학술정보원 학교알리미